# Placówka Straży Celnej „Howerla”

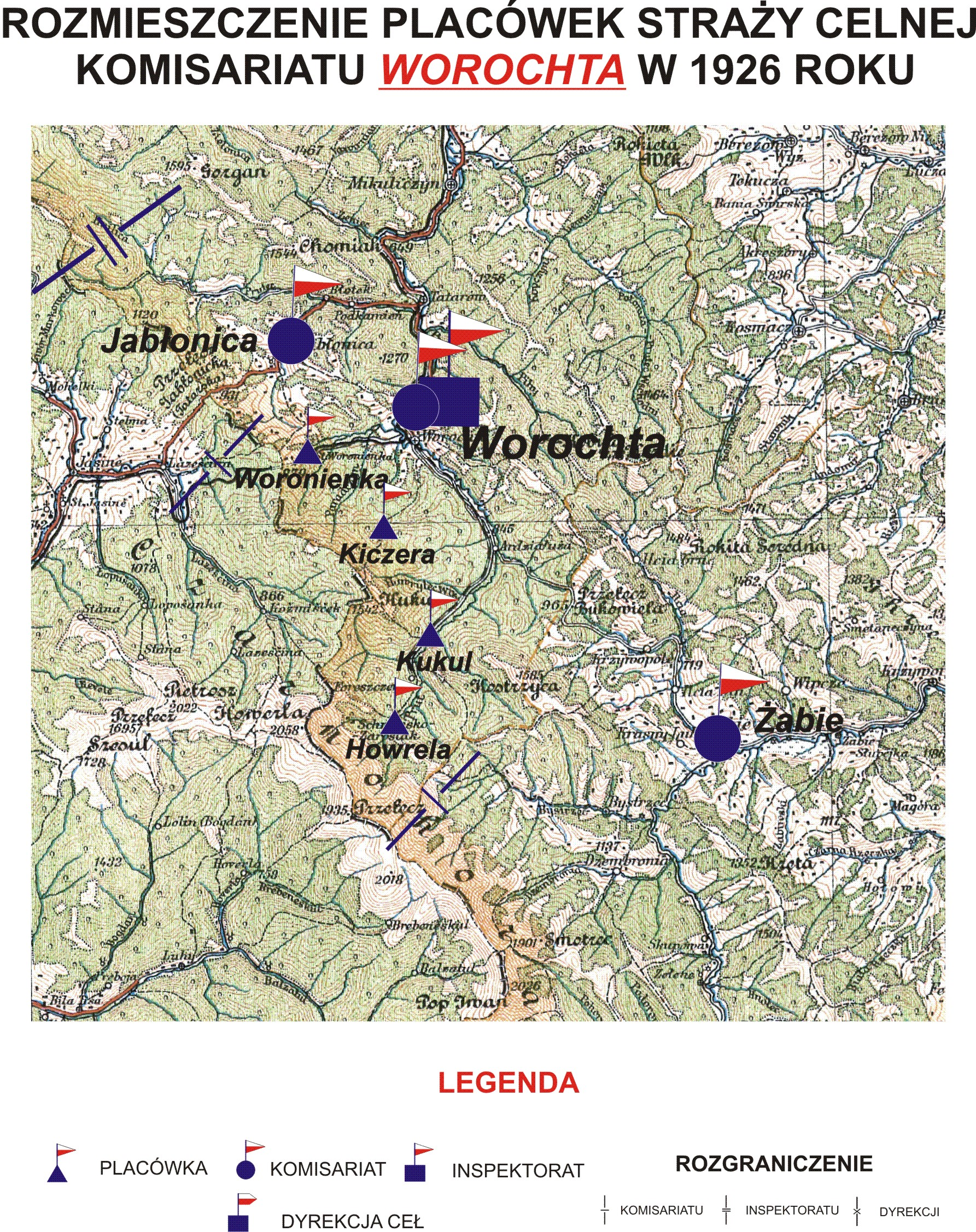
Rozmieszczenie placówek SC Komisariatu Worochta w 1926 r.

Placówka Straży Celnej „Howerla” – jednostka organizacyjna Straży Celnej pełniąca w okresie międzywojennym służbę ochronną na granicy polsko-rumuńskiej.

## Formowanie i zmiany organizacyjne
Na wniosek Ministerstwa Skarbu, uchwałą z 10 marca 1920 roku, powołano do życia Straż Celną. Od połowy 1921 roku jednostki Straży Celnej rozpoczęły przejmowanie odcinków granicy od pododdziałów Batalionów Celnych. Proces tworzenia Straży Celnej trwał do końca 1922 roku. Placówka Straży Celnej „Howerla” weszła w podporządkowanie komisariatu Straży Celnej „Worochta” z Inspektoratu SC „Worochta”.
W drugiej połowie 1927 roku przystąpiono do gruntownej reorganizacji Straży Celnej. W praktyce skutkowało to rozwiązaniem tej formacji granicznej. Ochronę północnej, zachodniej i południowej granicy państwa przejęła powołana z dniem 2 kwietnia 1928 roku Straż Graniczna.
Rozkazem nr 5 z 16 maja 1928 roku w sprawie organizacji Małopolskiego Inspektoratu Okręgowego dowódca Straży Granicznej gen. bryg. Stefan Pasławski powołał komisariat Straży Granicznej „Worochta”. Dopiero rozkazem nr 7 z 25 września 1929 roku w sprawie reorganizacji i zmian dyslokacji Małopolskiego Inspektoratu Okręgowego komendant Straży Granicznej płk Jan Jur-Gorzechowski powołał placówkę Straży Granicznej I linii „Howerla”.

## Funkcjonariusze placówki
Kierownicy placówki
| stopień          | imię i nazwisko, numer | okres pełnienia służby | kolejne stanowisko |
| ---------------- | ---------------------- | ---------------------- | ------------------ |
| starszy strażnik | Franciszek Falda (733) | był w 1926             |                    |

Obsada personalna placówki w 1926:
- starszy strażnik Franciszek Falda (733)
- strażnik Franciszek Jaskólski (1671)
- strażnik Jan Jakóbek (737)
- strażnik Franciszek Bahyrycz (2165)
- strażnik Władysław Sawaryn (2165)
- strażnik Michał Stypa (779)
- strażnik Jan Czuchraj (2103)
- strażnik Józef Szyjer (2165)